# والاس سي. غريغسون
والاس سي. غريغسون هو عسكري وسياسي أمريكي، ولد في 31 مارس 1946.